# Општина Тултитлан (Мексико)
Тултитлан (шп. Tultitlán) општина је у Мексику у савезној држави Мексико. Општина се налази на надморској висини од 2252 м.

## Становништво
Према подацима из 2010. у општини је живело 486998 становника.

### Хронологија
| Година       | 2000                     | 2005                     | 2010                     |
| ------------ | ------------------------ | ------------------------ | ------------------------ |
| Становништво | 432141 (212408 / 219733) | 472867 (231747 / 241120) | 486998 (238340 / 248658) |

### Попис
| \| \| м \| \| \| ж \| \| 0—2 \| 12.503 \| \| \| 12.205 \| \| 3—5 \| 13.769 \| \| \| 13.046 \| \| 6—11 \| 27.574 \| \| \| 26.615 \| \| 12—14 \| 12.958 \| \| \| 12.655 \| \| 15—17 \| 13.793 \| \| \| 13.572 \| \| 18—24 \| 32.377 \| \| \| 32.383 \| \| 60+ \| 14.208 \| \| \| 16.179 \| \| Просек : \| 28,9 \| \| \| 29,9 \| |        |  |  |        |
| |        |  |  |        |
| | м      |  |  | ж      |
| 0—2 | 12.503 |  |  | 12.205 |
| 3—5 | 13.769 |  |  | 13.046 |
| 6—11 | 27.574 |  |  | 26.615 |
| 12—14 | 12.958 |  |  | 12.655 |
| 15—17 | 13.793 |  |  | 13.572 |
| 18—24 | 32.377 |  |  | 32.383 |
| 60+ | 14.208 |  |  | 16.179 |
| Просек : | 28,9   |  |  | 29,9   |

| #   | Индикатор                                                                                        | Вредност |
| --- | ------------------------------------------------------------------------------------------------ | -------- |
| 1   | Становништво од 0 до 2 године                                                                    | 24708    |
| 2   | Мушко становништво од 0 до 2 године                                                              | 12503    |
| 3   | Женско становништво од 0 до 2 године                                                             | 12205    |
| 4   | Становништво са 3 и више година                                                                  | 454449   |
| 5   | Мушко становништво са 3 и више година                                                            | 221912   |
| 6   | Женско становништво са 3 и више година                                                           | 232537   |
| 7   | Становништво са 5 и више година                                                                  | 436404   |
| 8   | Мушко становништво са 5 и више година                                                            | 212668   |
| 9   | Женско становништво са 5 и више година                                                           | 223736   |
| 10  | Становништво са 12 и више година                                                                 | 373445   |
| 11  | Мушко становништво са 12 и више година                                                           | 180569   |
| 12  | Женско становништво са 12 и више година                                                          | 192876   |
| 13  | Становништво са 15 и више година                                                                 | 347832   |
| 14  | Мушко становништво са 15 и више година                                                           | 167611   |
| 15  | Женско становништво са 15 и више година                                                          | 180221   |
| 16  | Становништво са 18 и више година                                                                 | 320467   |
| 17  | Мушко становништво са 18 и више година                                                           | 153818   |
| 18  | Женско становништво са 18 и више година                                                          | 166649   |
| 19  | Становништво од 3 до 5 година                                                                    | 26815    |
| 20  | Мушко становништво од 3 до 5 година                                                              | 13769    |
| 21  | Женско становништво од 3 до 5 година                                                             | 13046    |
| 22  | Становништво од 6 до 11 година                                                                   | 54189    |
| 23  | Мушко становништво од 6 до 11 година                                                             | 27574    |
| 24  | Женско становништво од 6 до 11 година                                                            | 26615    |
| 25  | Становништво од 8 до 14 година                                                                   | 61874    |
| 26  | Мушко становништво од 8 до 14 година                                                             | 31430    |
| 27  | Женско становништво од 8 до 14 година                                                            | 30444    |
| 28  | Становништво од 12 до 14 година                                                                  | 25613    |
| 29  | Мушко становништво од 12 до 14 година                                                            | 12958    |
| 30  | Женско становништво од 12 до 14 година                                                           | 12655    |
| 31  | Становништво од 15 до 17 година                                                                  | 27365    |
| 32  | Мушко становништво од 15 до 17 година                                                            | 13793    |
| 33  | Женско становништво од 15 до 17 година                                                           | 13572    |
| 34  | Становништво од 18 до 24 године                                                                  | 64760    |
| 35  | Мушко становништво од 18 до 24 године                                                            | 32377    |
| 36  | Женско становништво од 18 до 24 године                                                           | 32383    |
| 37  | Женско становништво од 15 до 49 година                                                           | 141367   |
| 38  | Становништво са 60 и више година                                                                 | 30387    |
| 39  | Мушко становништво са 60 и више година                                                           | 14208    |
| 40  | Женско становништво са 60 и више година                                                          | 16179    |
| 41  | Однос између мушкараца и жена                                                                    | 95.85    |
| 42  | Становништво од нуле до 14 година                                                                | 131325   |
| 43  | Становништво од 15 до 64 године                                                                  | 329762   |
| 44  | Становништво од 65 година и више                                                                 | 18070    |
| 45  | Просечан број деце                                                                               | 2.02     |
| 46  | Становништво рођено у ентитету                                                                   | 242403   |
| 47  | Мушко становништво рођено у ентитету                                                             | 120715   |
| 48  | Женско становништво рођено у ентитету                                                            | 121688   |
| 49  | Становништво рођено у другом ентитету                                                            | 234939   |
| 50  | Мушко становништво рођено у другом ентитету                                                      | 112771   |
| 51  | Женско становништво рођено у другом ентитету                                                     | 122168   |
| 52  | Становништво од 5 година и више резидентно у ентитету у јуну 2005. године                        | 414369   |
| 53  | Мушко становништво старосног доба од 5 година и више, резидентно у ентитету у јуну 2005. године  | 201650   |
| 54  | Женско становништво старосног доба од 5 и више година, резидентно у ентитету у јуну 2005. године | 212719   |
| 55  | Становништво од 5 година и више које је живело у другом ентитету у јуну 2005. године             | 18723    |
| 56  | Мушко становништво старије од 5 година које је живело у другом ентитету у јуну 2005. године      | 9112     |
| 57  | Женско становништво старије од 5 година које је живело у другом ентитету у јуну 2005. године     | 9611     |
| 58  | Становништво од 3 године и више које говори аутохтони језик                                      | 5121     |
| 59  | Мушко становништво старо 3 године и више које говори аутохтони језик                             | 2621     |
| 60  | Женско становништво старо 3 године и више које говори аутохтони језик                            | 2500     |
| 61  | Становништво од 3 године и више које говори аутохтони језик и не говори шпански језик            | 25       |
| 62  | Мушко становништво старо 3 године и више које говори аутохтони језик и не говори шпански         | 12       |
| 63  | Женско становништво старо 3 године и више које говори аутохтони језик и не говори шпански језик  | 13       |
| 64  | Становништво старо 3 године и више које говори аутохтони језик и шпански                         | 4295     |
| 65  | Мушко становништво старо 3 године и више које говори аутохтони језик и шпански                   | 2204     |
| 66  | Женско становништво старо 3 године и више које говори аутохтони језик и шпански                  | 2091     |
| 67  | Становништво од 5 година и више које говори аутохтони језик                                      | 5079     |
| 68  | Становништво од 5 година и више које говори аутохтони језик и не говори шпански језик            | 25       |
| 69  | Становништво од 5 година и више које говори аутохтони језик и говори шпански језик               | 4273     |
| 70  | Становништво у домородачким домаћинствима                                                        | 13595    |
| 71  | Становништво са ограничењима у активностима                                                      | 16933    |
| 72  | Становништво са ограниченим ходањем или кретањем, горе или доле                                  | 8294     |
| 73  | Становници са ограничењима вида, чак и уз кориштење сочива                                       | 5866     |
| 74  | Становништво са ограничењима говора, комуникације или конверзације                               | 1358     |
| 75  | Становништво са ограниченим слухом                                                               | 1829     |
| 76  | Становништво са ограничењима при одевању, купању или јелу                                        | 788      |
| 77  | Становништво са ограничењима у опажању или учењу једноставних ствари                             | 850      |
| 78  | Становништво са менталним ограничењима                                                           | 1629     |
| 79  | Становништво без ограничења активности                                                           | 460615   |
| 80  | Становништво од 3 до 5 година које не похађа школу                                               | 13648    |
| 81  | Мушко становништво од 3 до 5 година које не похађа школу                                         | 6976     |
| 82  | Женско становништво од 3 до 5 година које не похађа школу                                        | 6672     |
| 83  | Становништво од 6 до 11 година које не похађа школу                                              | 1299     |
| 84  | Мушко становништво од 6 до 11 година које не похађа школу                                        | 677      |
| 85  | Женско становништво од 6 до 11 година које не похађа школу                                       | 622      |
| 86  | Становништво од 12 до 14 година које не похађа школу                                             | 1359     |
| 87  | Мушко становништво од 12 до 14 година које не похађа школу                                       | 771      |
| 88  | Женско становништво од 12 до 14 година које не похађа школу                                      | 588      |
| 89  | Становништво од 15 до 17 година похађа школу                                                     | 20425    |
| 90  | Мушко становништво од 15 до 17 година похађа школу                                               | 10147    |
| 91  | Женско становништво између 15 и 17 година живота у школи                                         | 10278    |
| 92  | Становништво од 18 до 24 године похађа школу                                                     | 20239    |
| 93  | Мушко становништво од 18 до 24 године похађа школу                                               | 10421    |
| 94  | Женско становништво од 18 до 24 године похађа школу                                              | 9818     |
| 95  | Становништво од 8 до 14 година које не може да чита и пише                                       | 732      |
| 96  | Мушко становништво старосног доба од 8 до 14 година које не може да чита и пише                  | 406      |
| 97  | Женско становништво старосног доби од 8 до 14 година које не може да чита и пише                 | 326      |
| 98  | Становништво од 15 година и више које је неписмено                                               | 7775     |
| 99  | Мушко становништво од 15 година и више које је неписмено                                         | 2354     |
| 100 | Женско становништво од 15 година и више које је неписмено                                        | 5421     |
| 101 | Становништво старо 15 и више година без школовања                                                | 11104    |
| 102 | Мушко становништво старо 15 и више година без школовања                                          | 3877     |
| 103 | Женско становништво старо 15 и више година без школовања                                         | 7227     |
| 104 | Становништво старосног доба 15 и више година са непотпуним основним образовањем                  | 20717    |
| 105 | Мушко становништво старосног доба од 15 година и више са непотпуном основним образовањем         | 8454     |
| 106 | Женско становништво старосног доба 15 и више година са непотпуном основним образовањем           | 12263    |
| 107 | Становништво старо 15 и више година са комплетним основним образовањем                           | 50248    |
| 108 | Мушко становништво старо 15 година и више са комплетним основним образовањем                     | 22049    |
| 109 | Женско становништво старо 15 и више година са комплетним основним образовањем                    | 28199    |
| 110 | Становништво старосног доба 15 и више година са непотпуним средњим образовањем                   | 16177    |
| 111 | Мушко становништво старосног доба од 15 година и више са непотпуним средњим образовањем          | 8991     |
| 112 | Женско становништво старосног доба од 15 година и више са непотпуним средњим образовањем         | 7186     |
| 113 | Становништво старо 15 и више година са пуним секундарном образовањем                             | 91386    |
| 114 | Мушко становништво старосног доба од 15 година и више са пуним секундарном образовањем           | 46113    |
| 115 | Женско становништво старосног доба од 15 година и више са пуним секундарном образовањем          | 45273    |
| 116 | Становништво старије од 18 година са постосновним образовањем                                    | 143306   |
| 117 | Мушко становништво старије од 18 година са постосновним образовањем                              | 71810    |
| 118 | Женско становништво старије од 18 година са постосновним образовањем                             | 71496    |
| 119 | Просечна оцена школовања                                                                         | 9.64     |
| 120 | Просечан ниво образовања мушке популације                                                        | 9.88     |
| 121 | Просечан ниво образовања женског становништва                                                    | 9.42     |
| 122 | Економски активно становништво                                                                   | 204326   |
| 123 | Економски активна мушка популација                                                               | 133914   |
| 124 | Економски активна женска популација                                                              | 70412    |
| 125 | Становништво које није економски активно                                                         | 168112   |
| 126 | Мушко становништво које није економски активно                                                   | 46093    |
| 127 | Женско становништво које није економски активно                                                  | 122019   |
| 128 | Запослено становништво                                                                           | 192784   |
| 129 | Запослено мушко становништво                                                                     | 125472   |
| 130 | Запослено женско становништво                                                                    | 67312    |
| 131 | Незапослена популација                                                                           | 11542    |
| 132 | Незапослена мушка популација                                                                     | 8442     |
| 133 | Незапослена женска популација                                                                    | 3100     |
| 134 | Становништво без права на здравствене услуге                                                     | 184844   |
| 135 | Становништво које има право на здравствене услуге                                                | 293695   |
| 136 | Становништво које има право на ИМСС                                                              | 220667   |
| 137 | Становништво које има право на социјално осигурање                                               | 19384    |
| 138 | Становништво које има право на државно социјално осигурање                                       | 4908     |
| 139 | Становништво које има право на опште осигурање или здравствено осигурање за нову генерацију      | 32763    |
| 140 | Становништво које је било једном или није било у браку током 12 година и више                    | 130395   |
| 141 | Венчано или уједињено становништво од 12 година и више                                           | 208006   |
| 142 | Становништво које је било у браку или уједињено 12 година и више                                 | 34421    |
| 143 | Становништво са католичком религијом                                                             | 401259   |
| 144 | Протестанти, еванђелисти и библијски следбеници различити од еванђелиста                         | 40492    |
| 145 | Становништво са другим религијама различитим од претходних                                       | 816      |
| 146 | Становништво без религије                                                                        | 21186    |
| 147 | Укупно пописаних домаћинства                                                                     | 122573   |
| 148 | Пописна домаћинства на челу са мушкарцима                                                        | 94772    |
| 149 | Пописна домаћинства на челу са женама                                                            | 27801    |
| 150 | Становништво у пописним домаћинствима                                                            | 479229   |
| 151 | Становништво у пописним домаћинствима на челу са мушкарцима                                      | 385209   |
| 152 | Становништво у пописним домаћинствима на челу са женама                                          | 94020    |
| 153 | Укупно домаћинстава                                                                              | 151360   |
| 154 | Укупно насељених домаћинстава                                                                    | 125154   |
| 155 | Укупно приватних кућа                                                                            | 148779   |
| 156 | Насељени приватни домови                                                                         | 122573   |
| 157 | Укупно насељених приватних кућа                                                                  | 125151   |
| 158 | Ненасељене приватне куће                                                                         | 20567    |
| 159 | Појединачна домаћинства за привремену употребу                                                   | 5639     |
| 160 | Становници у насељеним приватним кућама                                                          | 479229   |
| 161 | Насељеност станара у приватним становима                                                         | 3.91     |
| 162 | Просечно становника по соби у приватним насељеним домаћинствима                                  | 0.95     |
| 163 | Појединачна домаћинства са подовима од различитих материјала од земље                            | 119619   |
| 164 | Појединачна домаћинства у приземљу                                                               | 2088     |
| 165 | Појединачна домаћинства са једном спаваћом собом                                                 | 30470    |
| 166 | Појединачна домаћинства са две спаваће собе и више                                               | 91753    |
| 167 | Појединачна домаћинства са једним собом                                                          | 5226     |
| 168 | Појединачна домаћинства са две собе                                                              | 13662    |
| 169 | Појединачна домаћинства са 3 собе и више                                                         | 103121   |
| 170 | Појединачна домаћинства која имају електрично светло                                             | 122163   |
| 171 | Појединачна домаћинства која немају електрично светло                                            | 141      |
| 172 | Појединачна домаћинства која имају водоводну воду у стамбеном простору                           | 120912   |
| 173 | Појединачна домаћинства која немају водоводну воду у стамбеном простору                          | 1194     |
| 174 | Појединачна домаћинства која имају тоалет                                                        | 121881   |
| 175 | Појединачна домаћинства која имају канализацију                                                  | 121697   |
| 176 | Појединачна домаћинства која немају канализацију                                                 | 400      |
| 177 | Појединачна домаћинства која имају електрично светло, довод воде из јавне мреже и канализацију   | 120345   |
| 178 | Појединачна домаћинства без икаквих услова                                                       | 324      |
| 179 | Појединачна домаћинства која имају радио                                                         | 109997   |
| 180 | Појединачна домаћинства која имају телевизор                                                     | 120592   |
| 181 | Појединачна домаћинства која имају фрижидер                                                      | 110930   |
| 182 | Појединачна домаћинства која имају машину за веш                                                 | 96014    |
| 183 | Појединачна домаћинства која имају аутомобил или комби                                           | 50087    |
| 184 | Појединачна домаћинства која имају рачунар                                                       | 47255    |
| 185 | Појединачна домаћинства која имају фиксну телефонску линију                                      | 76854    |
| 186 | Појединачна домаћинства која имају мобилни телефон                                               | 91676    |
| 187 | Појединачна домаћинства која имају приступ интернету                                             | 32304    |